# A Man and the Blues
A Man and the Blues è il secondo album in studio di Buddy Guy, uscito nel 1968. 

## Descrizione
Buddy Guy firmò, per dieci anni consecutivi, un contratto con la Chess Records. I rapporti con il produttore Leonard Chess furono molto difficili. L'imprenditore, infatti, lo reputava un artista minore, un musicista che «faceva solo confusione». Nel 1968, terminato il periodo sotto l'etichetta di Chicago, registrò il suo primo lavoro per la Vanguard Records.
A Man and the Blues contiene lo standard Sweet Little Angel e la celebre cover di Barrett Strong Money.

## Tracce
1. A Man and the Blues (6:17)
2. I Can't Quit the Blues (3:15)
3. Money (2:49)
4. One Room Country Shack (5:34)
5. Mary Had a Little Lamb (2:27)
6. Just Playing My Axe (2:50)
7. Sweet Little Angel (5:35)
8. Worry, Worry (6:14)
9. Jam on a Monday Morning (2:50)

## Formazione
- Buddy Guy: voce, chitarra
- Otis Spann: pianoforte
- Wayne Bennett: chitarra
- Jack Myers: basso elettrico
- Fred Below: percussioni
- Donald Hankins, Aaron Corthen, Bobby Fields: sax